# 三好長之
三好 長之（みよし ながゆき）は、室町時代から戦国時代の武将。芝生城主。

## 生涯
三好義長の嫡男。阿波守護・細川成之の家臣として三好郡、美馬郡、麻植郡の守護代を務めた。応仁の乱では東軍方につくが、混乱に乗じて徳政一揆を扇動したとして幕府による追捕を受けた。